# Linea Ōwani
La linea Ōwani (弘南線?, Ōwani-sen) è una delle due linee ferroviarie della società Ferrovia Kōnan, e unisce la stazione di Chūō-Hirosaki di Hirosaki con la Ōwani della cittadina omonima, entrambe nella prefettura di Aomori.

## Servizi
La linea, elettrificata e interamente a binario singolo, offre collegamenti da Chūō-Hirosaki a Ōwani mediamente ogni 30 minuti, con una frequenza inferiore attorno ai 45 minuti durante l'ora di pranzo. Fino al 2006 era presente un servizio rapido, ma attualmente tutti i treni fermano a tutte le stazioni.

## Stazioni
| Stazione               | Giapponese   | Distanza | Distanza | Collegamenti        | Posizione                   |
| Stazione               | Giapponese   | Interst. | Totale   | Collegamenti        | Posizione                   |
| ---------------------- | ------------ | -------- | -------- | ------------------- | --------------------------- |
| Ōwani                  | 大鰐         | -        | 0.0      | Linea principale Ōu | Minamitsugaru Ōwani, Aomori |
| Shukugawara            | 宿川原       | 0.7      | 0.7      |                     | Minamitsugaru Ōwani, Aomori |
| Sabaishi               | 鯖石         | 1.5      | 2.5      |                     | Minamitsugaru Ōwani, Aomori |
| Ishikawa-Poolmae       | 石川プール前 | 0.8      | 3.0      |                     | Hirosaki Aomori             |
| Ishikawa               | 石川         | 1.4      | 4.4      |                     | Hirosaki Aomori             |
| Gijukukōkōmae          | 義塾高校前   | 1.3      | 5.7      |                     | Hirosaki Aomori             |
| Tsugaru-Ōsawa          | 津軽大沢     | 1.0      | 6.7      |                     | Hirosaki Aomori             |
| Matsukitai             | 松木平       | 1.7      | 8.4      |                     | Hirosaki Aomori             |
| Koguriyama             | 小栗山       | 0.9      | 9.3      |                     | Hirosaki Aomori             |
| Chitose                | 千年         | 0.7      | 10.0     |                     | Hirosaki Aomori             |
| Seiaichūkō-mae         | 聖愛中高前   | 1.3      | 11.3     |                     | Hirosaki Aomori             |
| Hirosaki Gakuindai-mae | 弘前学院大前 | 0.7      | 12.0     |                     | Hirosaki Aomori             |
| Hirokōshita            | 弘高下       | 1.1      | 13.1     |                     | Hirosaki Aomori             |
| Chūō-Hirosaki          | 中央弘前     | 0.8      | 13.9     |                     | Hirosaki Aomori             |